# Вірність видів
Вірність видів — у геоботаніці — показник, котрий характеризує ступінь «тяжіння» виду до певного синтаксона.
Ж. Браун-Бланке запропонував таку шкалу вірності видів:
5 балів — вірні види, котрі трапляються виключно або майже виключно в одному синтаксоні;
4 бали — надійні види, котрі явно віддають перевагу одному синтаксону, але можуть траплятися і в інших;
3 бали — прихильні види, котрі трапляються більш-менш постійно в різних синтаксонах, але все-таки віддають перевагу одному з них;
2 бали — невизначені: види котрі не мають чітко вираженого зв'язку з одним синтаксоном;
1 бал — чужі: випадкові включення у складі фітоценозу.
1 бал зазвичай мають адвентивні, заносні, реліктові та види завершених сукцесійних стадій; 4-5 балів — діагностичні види деяких ендемічних асоціацій.